# Contrat estimatoire
 (novembre 2020).

Le contrat estimatoire est un contrat par lequel une personne transfère la propriété d'un bien sans recevoir de contrepartie immédiate, les deux parties s'étant mises d’accord sur l’estimation du bien. Si celui qui en reçoit la propriété arrive à vendre plus cher le bien, il fait un bénéfice sur la différence entre le prix estimé et le prix de vente réel, le prix estimé revenant au vendeur qui lui a cédé la propriété.
Ce contrat, issu de la redécouverte du droit romain, était un moyen utilisé pour faire vendre ses produits au Moyen Âge.
Il s'apparente à une forme de contrat de location.